# 이아시주

주 문장

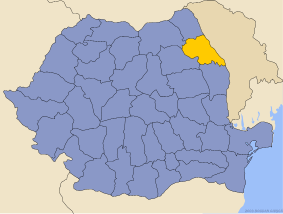
이아시 주의 위치

이아시주(루마니아어: Judeţul Iași)는 루마니아 북동부 몰다비아 지방에 위치한 주로, 주도는 이아시이며 면적은 5,476km2, 인구는 816,910명(2002년 기준), 인구 밀도는 150명/km2, ISO 3166-2 코드는 RO-IS이다. 동쪽으로는 몰도바 운게니 구, 서쪽으로는 네암츠 주, 북서쪽으로는 보토샤니 주와 수체아바 주, 남쪽으로는 바슬루이 주와 접한다. 2개 시와 3개 마을, 93개 지방 자치체를 관할한다.
주 전체 인구 가운데 98.1%는 루마니아인이며 1.2%는 로마인, 0.4%는 리포반 러시아인, 0.3%는 그 외의 민족이다. 루마니아에서 부쿠레슈티 다음으로 인구가 2번째로 많은 주이다.
주의 주요 산업은 농업이며 공업은 도시에 집중되어 있다. 그 외의 산업으로는 소프트웨어, 화학, 제약, 금속, 섬유, 식품 등이 있다.